# جامعة الملك سعود
جامعة الملك سعود هي مؤسسة أكاديمية مستقلة غير هادفة للربح، تقع تحت مظلة الهيئة الملكية لمدينة الرياض. افتُتِحَت في يوم 14 ربيع الثاني 1377 هـ / 6 نوفمبر 1957، وتعتبر ثاني جامعة تأسست في المملكة العربية السعودية بعد جامعة أم القرى، وكان ذلك عندما أمر الملك عبد العزيز آل سعود بتأسيس كلية الشريعة بمكة عام 1369 هـ لتصبح أولى المؤسسات التعليمية الجامعية قياما في المملكة العربية السعودية. غُيِّر اسمها إلى جامعة الرياض في عهد الملك فيصل بن عبد العزيز، وأعيد تسميتها بجامعة الملك سعود في عهد الملك خالد بن عبد العزيز والذي رأى أثناء رعايته لأحد حفلاتها الختامية إعادة اسمها الأول فكان ذلك. جامعة الملك سعود هي ثاني أكبر جامعة بالعالم من حيث المساحة، وقد خصصت حكومة المملكة العربية السعودية لهذه الجامعة ما يعادل 1% من ميزانية الدولة سنوياً.

## تاريخ الجامعة

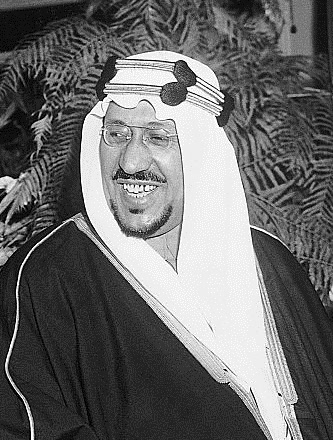
الملك سعود في عام 1957م.

كانت بداية تاريخ إنشاء الجامعة بعد مضي ثلاث سنوات على إنشاء أول وزارة للمعارف عندما صرح الملك فهد بن عبد العزيز (وزير المعارف آنذاك) في عام 1376 هـ إن وزارة المعارف تفكر جديًا في إخراج الجامعة السعودية إلى حيز التنفيذ، وبعد ذلك بعام تقريبا أُنشِأت أول جامعة في المملكة العربية السعودية، وذلك بصدور المرسوم الملكي رقم 17 في الحادي والعشرين من ربيع الآخر عام 1377 هـ حيث نص بإنشاء جامعة الملك سعود، وفيه:
| جامعة الملك سعود | بعونه تعالى نحن سعود بن عبد العزيز آل سعود ملك المملكة العربية السعودية رغبة في نشر المعارف وترقيتها في مملكتنا وتوسيع الدراسة العلمية والأدبية، وحبا في مسايرة الأمم في العلوم والفنون ومشاركتها في الكشف والاختراع، وحرصا على إحياء الحضارة الإسلامية والإبانة عن محاسنها ومفاخرها وطموحها إلى تربية النشئ تربية صالحة، تكفل لهم العقل السليم والخلق القويم، رسمنا ما هو آت: تنشأ في مملكتنا جامعة تسمى جامعة الملك سعود | جامعة الملك سعود |

كما صدر مع هذا المرسوم الملكي مرسومان ملكيان آخران، أحدهما برقم 18 والآخر برقم 19 في الحادي والعشرين من شهر ربيع الثاني عام 1377 هـ يقضي الأول بإنشاء كلية للآداب، بينما يقضي الثاني بإنشاء كلية للعلوم، وقد بدأت الدراسة في الجامعة بافتتاح كلية الآداب عام 1378 هـ، وفي عام 1380 هـ صدر المرسوم الملكي رقم (112) المتضمن الموافقة على نظام جامعة الملك سعود وكان أبرز ما جاء فيه أن للجامعة شخصية اعتبارية وميزانية خاصة يوافق عليها وزير المعارف ويعرضها على الجهات ذات الاختصاص لاعتمادها، وأن تختص الجامعة بكل ما يتصل بالتعليم العالي الذي تتولاه كلياتها ومعاهدها وبتشجيع البحوث العلمية والعمل على رقي الآداب والعلوم في البلاد.
وفي عام 1387 هـ صدر المرسوم الملكي رقم (م/11) المتضمن الموافقة على نظام جامعة الرياض (جامعة الملك سعود حاليا) وإلغاء الأنظمة والأوامر والتعليمات السابقة المتعلقة بالجامعة، وكان من أبرز ما جاء في النظام إحداث المجلس الأعلى للجامعة كإحدى السلطات الإدارية فيها، والمجلس الأعلى هو السلطة المهيمنة على شؤون الجامعة وله وضع السياسة التي تسير عليها، وفي عام 1392 هـ صدر المرسوم الملكي رقم (م/6) المتضمن الموافقة على نظام جامعة الرياض وإلغاء نظام الجامعة الصادر في عام 1387هـ وجميع ما يتعارض معه من أنظمة وأوامر وتعليمات سابقة.

### التطور
وقد توالى افتتاح الكليات في الجامعة حيث أنشئت كلية العلوم في عام 1379 هـ، ثم تلى ذلك عام 1380 هـ إنشاء كليتي التجارة والصيدلة، وفي عام 1382 هـ فتحت الجامعة أبوابها للفتاة السعودية، فأتيح لها فرصة الانتساب إلى كليتي الآداب والعلوم الإدارية، وفي عام 1386 هـ تم افتتاح كلية الزراعة، ثم جرى في عام 1388 هـ ضم كليتي الهندسة والتربية إلى الجامعة بعد أن كانتا تحت إشراف وزارة المعارف بالتعاون مع منظمة اليونسكو، وفي عام 1390 هـ تم افتتاح كلية الطب للبنين وفي العام الدراسي 1395 هـ بدأ قبول الطالبات فيها، وفي العام نفسه تم إنشاء معهد اللغة العربية، وفي عام 1396 هـ أُنشِئت مركز الدراسات الجامعية للبنات ليتولى الإشراف على تنظيم سير دراسة الطالبات. وفي نفس العام تم إنشاء فرع الجامعة في أبها وافتتحت فيه كلية للتربية، كما أُنشِئت كلية طب الأسنان للبنين وكلية العلوم الطبية المساعدة بالرياض التي تحول مسماها فيما بعد إلى كلية العلوم الطبية التطبيقية، وفي عام 1398 هـ أُنشِئت كلية الدراسات العليا لتتولى التنظيم والإشراف على كل ما يتعلق ببرامج الدراسات العليا التي تقدمها الأقسام العلمية بكليات الجامعة، كما قُبِلت الطالبات بكلية طب الأسنان.
وفي عام 1400 هـ أنشئت كلية الطب بأبها، وفي عام 1401 هـ أُنشِئَت فرع آخر للجامعة في منطقة القصيم وافتتح فيه كلية الزراعة والطب البيطري وكلية الاقتصاد والإدارة، وفي عام 1402 هـ احتفلت الجامعة بمرور ربع قرن على إنشائها وأمر الملك خالد بن عبد العزيز بتغيير اسم الجامعة ليصبح جامعة الملك سعود كما كان الاسم الأول عند إنشائها، كما تم إنشاء عمادة مركز خدمة المجتمع والتعليم المستمر وهو بديل متطور لمركز خدمة المجتمع سابقا، وافتتاح مستشفى الملك خالد الجامعي، وفي عام 1404 هـ تم إنشاء كليتي علوم الحاسب والمعلومات وكلية العمارة والتخطيط، وفي عام 1411 هـ أُنشِئ معهد اللغات والترجمة، وفي عام 1415 هـ تم تحويله إلى كلية اللغات والترجمة، وفي عام 1414 هـ صدرت الموافقة على نظام مجلس التعليم العالي والجامعات والذي نص على إنشاء مجلس لكل جامعة يتولى تصريف الشؤون العلمية والإدارية والمالية وتنفيذ السياسة العامة للجامعة، وفي عام 1417 هـ صدر قرار من مجلس التعليم العالي بالموافقة على إنشاء معهد للبحوث والدراسات الاستشارية بجامعة الملك سعود وتحول مسماه إلى معهد الملك عبد الله للبحوث والدراسات الاستشارية.
وفي عام 1418 هـ، صدر المرسوم الملكي بإنشاء كلية المجتمع بجازان تابعة لجامعة الملك سعود، كما تمت الموافقة على إنشاء كلية للعلوم بفرع الجامعة بالقصيم، وفي عام 1419 هـ صدر الأمر السامي القاضي بإنشاء جامعة الملك خالد بالجنوب ودمج فرعي جامعة الإمام محمد بن سعود الإسلامية وجامعة الملك سعود ليصبحا جامعة مستقلة بمسمى جامعة الملك خالد، وفي نفس العام تم تغيير مسمى كلية الدراسات العليا بجامعة الملك سعود إلى عمادة الدراسات العليا، كما تم إنشاء عمادة للبحث العلمي، وفي عام 1421 هـ أُنشِئ كلية للطب بفرع الجامعة بالقصيم، كما تم الموافقة على تعديل اسم مركز خدمة المجتمع والتعليم المستمر إلى كلية الدراسات التطبيقية وخدمة المجتمع، وفي عام 1422 هـ تم إنشاء كلية المجتمع في العاصمة الرياض، وتم إنشاء كلية العلوم بالجوف، وفي عام 1424 هـ افتُتِحَت كلية الهندسة في القصيم، وتم الموافقة على إنشاء كليات المجتمع في كل من المجمعة والأفلاج والقريات، واعتبارا من العام 1424 هـ استقل فرع القصيم في جامعة مستقلة تحت مسمى جامعة القصيم، وفي تاريخ 1424 هـ تمت موافقة مجلس التعليم العالي على تحويل قسم التمريض بكلية العلوم الطبية التطبيقية إلى كلية مستقلة تسمى كلية التمريض.
ثم صدر قرار من مجلس الوزراء الموقر بالتوجيه البرقي رقم 4464 / م ب والصادر بتاريخ 28/5/1431هـ الموافق 12/5/2010م بإنشاء كلية الأمير سلطان بن عبد العزيز للخدمات الطبية الطارئة على أن تشمل الأقسام الأكاديمية التالية: قسم العلوم الأساسية وقسم الخدمات الإسعافية وقسم الحوادث والإصابات وقسم الإسعاف الجوي والبحري. وتعتبر من أحدث كليات جامعة الملك سعود والأولى في تخصصها بالمملكة العربية السعودية والشرق الأوسط، وتهدف إلى إعداد الكوادر المؤهلة علمياً وفنياً في مجال الخدمات الطبية الطارئة للمشاركة في تحقيق غايات الوطن وتطلعاته في مجال الرعاية الصحية فيما قبل المستشفى وطب الحشود والكوارث.
في شهر ذي القعدة 1443هـ الموافق يونيو 2022م اعتمد مجلس شؤون الجامعات السعودية إنشاء كلية الفنون بجامعة الملك سعود، وتضمن قرار مجلس الجامعات نقل قسم التربية الفنية إلى كلية الفنون، وتعديل مسماه ليكون «قسم التصميم» ويعنى بتدريس علوم التصميم الجرافيكي الحركي، والمنسوجات، والأزياء، وتصميم المجوهرات، كما تشتمل الكلية على قسمي «الفنون الأدائية» لتدريس علوم المسرح والسينما والموسيقى، و«الفنون البصرية» لعلوم الطباعة والرسم والنحت والخط العربي. وقد دُشنت كلية الفنون في الجامعة بشراكة إستراتيجية مع وزارة الثقافة في 11 فبراير 2024م، وتُعد أول كلية سعودية متخصصة في تعليم الفنون في السعودية.

## استقلالها وفق نظام الجامعات الجديد
- في أكتوبر 2019 وافق مجلس الوزراء السعودي على نظام الجامعات الجديد[7] وعَقِبَ ذلك صدور المرسوم الملكي رقم م/27 لعام 1441هـ بالموافقة على ذلك النظام، وفي يوليو 2020 اختيرت جامعة الملك سعود كإحدى 3 جامعات ستكون الأولى بين الجامعات السعودية التي تطبق النظام في المرحلة الأولى.[8] يمكن النظام الجديد الجامعة من الاستقلالية في بناء اللوائح الأكاديمية والمالية والإدارية، وفق السياسات العامة التي يحددها مجلس شؤون الجامعات كما سيسمح لها بإقرار التخصصات والبرامج فيها حسب سوق العمل والفرص التنموية في المنطقة، إضافة لتوفير مصادر تمويل جديدة وتخفيض الكلفة التشغيلية المعتمدة بالكامل على ميزانية الدولة، ويمكنها من إنشاء الشركات أو الدخول فيها كشريك.[9][10]
- في سبتمبر 2022م أصبحت الجامعة مؤسسة مستقلة غير هادفة للربح، تحت مظلة الهيئة الملكية لمدينة الرياض، وضمها تحت مؤسسة الرياض غير الربحية حال اكتمال تأسيسها.[11]
- في 25 يوليو 2023م وبعد تحويل جامعة الملك سعود إلى مؤسسة أكاديمية مستقلة غير هادفة للربح، تحت مظلة الهيئة الملكية لمدينة الرياض، أصدر ولي العهد الأمير محمد بن سلمان آل سعود أمراً بتشكيل مجلس إدارة الجامعة برئاسة يوسف بن عبد الله البنيان، ووزير الموارد البشرية والتنمية الاجتماعية نائباً للرئيس، وعضوية كل من: وزير الاتصالات وتقنية المعلومات، ووزير النقل والخدمات اللوجستية، ووزير الصناعة والثروة المعدنية، ورئيس جامعة الملك سعود، ورئيس الهيئة السعودية للبيانات والذكاء الاصطناعي، وفهد بن عبد المحسن الرشيد، والرئيس التنفيذي لمستشفى الملك فيصل التخصصي ومركز الأبحاث، ومحافظ الهيئة العامة للمنشآت الصغيرة والمتوسطة، والرئيس التنفيذي لمؤسسة الرياض غير الربحية، ورئيس جامعة الملك عبدالله للعلوم والتقنية، والرئيس التنفيذي للهيئة السعودية للسياحة، ورئيس مجلس إدارة اتحاد الغرف السعودية، وممثل صندوق الاستثمارات العامة، وسلمان بن متعب السديري، وطل بن هشام ناظر، وجمانا بنت راشد الراشد.[12]

## رؤساء الجامعة
تعاقب على إدارة الجامعة منذ إنشائها عشرة مدراء هم:
1. عبد الوهاب محمد عزام: من 1377 هـ إلى 1378 هـ.
2. ناصر بن حمد المنقور: من 1378 هـ إلى 1380 هـ.
3. عبد العزيز بن عبد الله الخويطر: من 1381 هـ إلى 1391 هـ.
4. عبد العزيز بن عبد الله الفدا: من 1391 هـ إلى 1399 هـ.
5. منصور بن إبراهيم التركي: من 1399 هـ إلى 1410 هـ.
6. أحمد بن محمد الضبيب: من 1410 هـ إلى 1416 هـ.
7. عبد الله بن محمد الفيصل: من 1416 هـ إلى 1428 هـ.
8. عبد الله بن عبد الرحمن العثمان: من 1428 هـ إلى 1433 هـ.
9. بدران بن عبدالرحمن العمر: من 1433 هـ إلى 1445 هـ.
10. عبد الله بن سلمان السلمان (مكلف): من 1445 هـ 27 ذو الحجة 1446 هـ.[13]
11. علي محمد مسملي (مكلف): من 27 ذي الحجة 1446هـ - إلى الآن.[14]

## تصنيف الجامعة
تعد جامعة الملك سعود واحدة من أفضل 200 جامعة حول العالم وفقا للتصنيف الأكاديمي لجامعات العالم في عام 2013 وعام 2014 وعام 2019، وأعطى كيو إس جامعة الملك سعود المرتبة 197 كأفضل الجامعات في جميع أنحاء العالم والمرتبة 159 في العلوم والطب والمرتبة 108 في الفنون والعلوم الإنسانية وأعطى تصنيف «ويبومتركس الإسباني» الجامعة المرتبة 288 على جميع جامعات العالم لشهر يناير من عام 2014 والمرتبة 42 على جامعات آسيا والمرتبة الأولى على جامعات العالم العربي، وحافظت جامعة الملك سعود على مركزها الأول عربيا ومحليا متقدمة على أقرب جامعة عربية لها (جامعة الملك عبدالعزيز) بـ 106 مراكز ، بحسب تصنيف «ويبومتركس الإسباني» الصادر في يناير 2018.
| اسم التصنيف                      | عالميا  | آسيويا | عربياً |
| -------------------------------- | ------- | ------ | ----- |
| تصنيف شنـغهاي الأكاديمي عام 2013 | 151-200 | 17     | 1     |
| كيو إس عام 2013                  | 253     | 33     | 1     |
| ويبوميتركس عام 2014              | 288     | 42     | 1     |
| يو ار ايه بي (URAP) عام 2013     | 254     |        | 1     |

### تصنيف 2024
حصلت جامعة الملك سعود على المرتبة 90 على مستوى العالم في تصنيف شنغهاي العالمي للجامعات لعام 2024م.
حصلت على المركز الثاني في تصنيف تايمز للجامعات العربية لعام 2024م.
حققت المركز الأول للسنة الثانية على التوالي في التصنيف العربي للجامعات من اتحاد الجامعات العربية 2024م.
حصلت المركز الثالث على الجامعات العربية والمركز الثاني على الجامعات السعودية في تصنيف(QS Arab Universities 2024) للجامعات العربية.

## الحرم الجامعي
يحتوي الحرم الجامعي بجامعة الملك سعود على مدينة متكاملة تعليمية اقتصادية تجارية طبية رياضية وهي كالتالي:

### كليات الجامعة
كليات جامعة الملك سعود هي الكليات الموجودة بداخل الحرم الجامعي للجامعة وخارجها، وفي فروع الجامعة بمنطقة الرياض، وهي تقريبا حوالي 24 كلية ومعهد تضم الكثير من التخصصات الصحية والعلمية والإنسانية وهي كالتالي:
- الكليات الصحية: وتضم كلية الطب البشري وكلية طب الأسنان وكلية الصيدلة وكلية العلوم الطبية التطبيقية وكلية التمريض وكلية الأمير سلطان بن عبد العزيز للخدمات الطبية الطارئة.
- الكليات العلمية: وتضم كلية العلوم وكلية الهندسة وكلية العمارة والتخطيط وكلية علوم الحاسب والمعلومات وكلية إدارة الأعمال وكلية علوم الأغذية والزراعة.
- الكليات الإنسانية: وتضم كلية الآداب وكلية التربية وكلية الحقوق والعلوم السياسية وكلية اللغات والترجمة وكلية السياحة والآثار وكلية المعلمين وكلية التربية البدنية والرياضة وكلية المجتمع وكلية الدراسات التطبيقية وخدمة المجتمع.

هذا بالإضافة لبرنامج السنة التحضيرية وهو مخصص لإعداد الطلبة والطالبات المستجدين بالكليات الصحية والهندسية والعلمية بالجامعة، ويدير البرنامج إحدى عمادات الجامعة وهي عمادة السنة التحضيرية، والتي من خلال نتيجتها يتحدد التخصص الذي سيتجه إليه الطالب، وتتألف السنة التحضيرية من فصلين دارسيين وفصل صيفي احتياطي، يدرس فيها اللغة الإنجليزية والرياضيات وبعض العلوم الأخرى والمهارات الحياتية المختلفة، وتتمتع بعض كليات الجامعة باعتماد دولي من قبل بعض المنظمات المتخصصة، فكلية الهندسة حاصلة على الاعتماد من هيئة الاعتماد الأكاديمي للهندسة والتقنية الأمريكية، وكلية علوم الأغذية والزراعة حاصلة على الاعتماد الأكاديمي الدولي من قبل الهيئة الزراعية الكندية (AIC) لبرامج كلية علوم الأغذية والزراعة الثمانية، كما حصلت كلية المجتمع على الاعتماد الأكاديمي الدولي من الهيئة الأمريكية للاعتماد الأكاديمي وللمدة القصوى وهي ست سنوات قادمة، وذلك لجميع برامجها الأكاديمية (الأجهزة الطبية، علوم الحاسب، إدارة الموارد البشرية، الإدارة المالية، إدارة أعمال التأمين، إدارة المبيعات).

### مكتبات الجامعة
وصل عدد المقتنيات بمكتبات الجامعة 874.971 عنوانا تقع في 2.065.863 مجلد ومادة من مختلف أوعية المعلومات، وبلغت المساحة الإجمالية لمكتبات الجامعة 62.634 متر مربع، تحتوي على 6.194 مقعد، وتلتزم التصنيف الدولي، وهي مجهزة بكل تقنيات المكتبات الحديثة، حيث تستخدم النظام الآلي في كل أعمالها شاملا الإعارة والإعادة، والبحث عن الكتب والمجلات وغيرها من مقتنيات المكتبة المتداولة وغير المتداولة، تضم الجامعة عددا من المكتبات وهي:
- مكتبة الملك سلمان المركزية[25]
- المكتبة المركزية للطالبات - الملز
- مكتبة مركز الدراسات الجامعية للطالبات - عليشة
- مكتبة كلية الطب والمستشفى
- مكتبة مستشفى الملك عبد العزيز الجامعي
- مكتبة طب الأسنان
- مكتبة العلوم الطبية التطبيقية
- مكتبة كلية الدراسات التطبيقية وخدمة المجتمع بالبديعة
- مكتبة كلية خدمة المجتمع
- مكتبة سكن الطالبات بخريص
- مكتبة السنة التحضيرية.

### الأوقاف

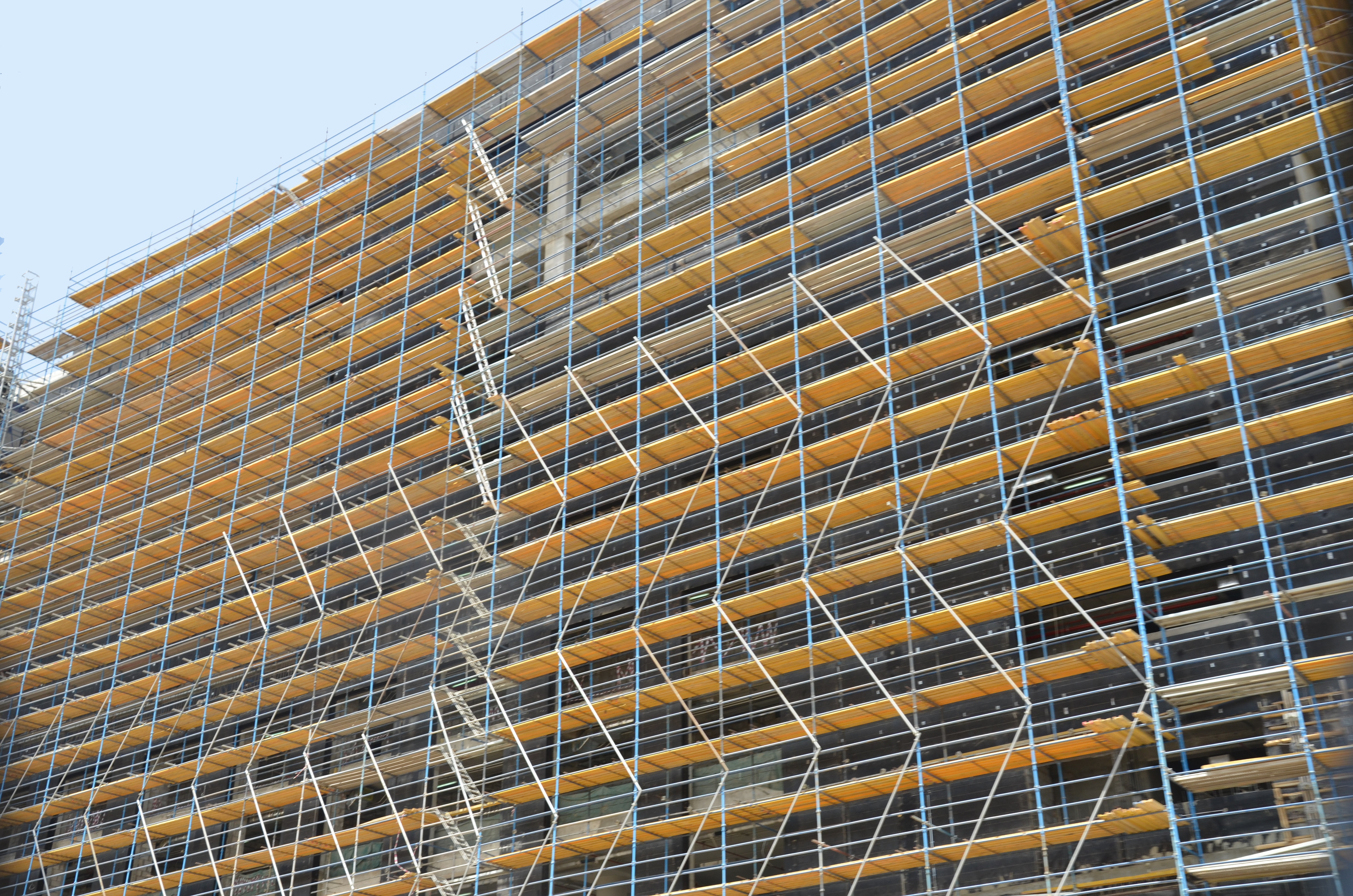
أوقاف جامعة الملك سعود 2012

تمتلك الجامعة حالياً محفظة استثمارية عقارية وقفية تتجاوز المليار دولار وتسعى لأن تصل إلى 25 مليار دولار بحلول عام 2040، تهدف الجامعة في تأسيس برنامج أوقاف جامعة الملك سعود إلى تعزيز الموارد المالية الذاتية للجامعة، والمساهمة في الأنشطة التي تعمل على نقل الجامعة إلى مصاف الجامعات العالمية ودعم أنشطة البحث والتطوير والتعليم، ودعم العلاقة بين الجامعة والمجتمع.
ويحتوي برنامج أوقاف جامعة الملك سعود على أحد عشر برجاً، تتوزع بين أبراج عقارية وعلمية وصحية وتجارية، جزء منها تبرع بها صندوق الجامعة، والجزء الأكبر تبرع بها وتكفل ببنائها مجموعة من رجال الأعمال والشخصيات الاعتبارية في البلد، المشاريع هي عبارة عن أبراج الجامعة التي تقع في أرض المدينة الجامعية على تقاطع طريق الملك عبد الله مع طريق الملك خالد، ويتكون المشروع من إحدى عشر برجا بعضها لخدمات الضيافة والفندقة مرتبط بمجموعة فندقية عالمية وأبراج مكتبية وطبية وخدمات للمؤتمرات والاجتماعات والاحتفالات إضافة إلى الخدمات التجارية والأسواق، وبلغ مجموع تكلفة إنشاء الأرباج 4.9 مليار ريال سعودي (1.3 مليار دولار)، وهي كتالي:
- منارة الملك عبد الله للمعرفة: تتوسط المنارة عناصر مشروع أبراج الجامعة، حيث يبلغ ارتفاع البرج 49 دور، وبمساحة قدرها 128.602 متر مربع، كما أن منصة البرج هي مركز الملك عبد الله للمؤتمرات بمساحة قدرها 254.155 متر مربع، والتي تحتوي على قاعة محاضرات رئيسية تسع حوالي 2.500 شخص.
- برج الفندق الخمسة نجوم: وهو البرج الأول من الجهة الشمالية لمنارة الملك عبد الله للمعرفة ضمن مجموعة الأبراج الواقعة على طريق الملك خالد، تبلع المساحة المبنية للبرج 56,417 متر مربع، منها 36,887 متر مربع مساحات مخصصة للاستخدامات والخدمات الفندقية، يحتوي الفندق على 241 وحدة فندقية، الأدوار المتكررة عشرة أدوار.
- برج مصرف الراجحي الطبي: هو أول برج من الجهة الشمالية لمجموعة الأبراج الواقعة على طريق الملك خالد، يقدم البرج خدمات صحية عالية الجودة يشتمل على عدد من العيادات الخارجية وخدماتها المساندة بالإضافة إلى مراكز طبية متخصصة، وتبلغ إجمالي المساحة المبنية للبرج 40 ألف متر مربع، منها 20 ألف متر مربع مساحات مخصصة للاستخدامات الطبية.
- برج الشيخ صالح كامل: يقع البرج في الجهة الشرقية لمنارة الملك عبد الله للمعرفة، وتبلغ إجمالي المساحة المبنية للبرج 25.279 متر مربع، منها 7.673 متر مربع مخصصة للأجنحة الفندقية.
- برج الأجنحة الفندقية: يقع في الجهة الشرقية لمنارة الملك عبد الله للمعرفة، وتبلغ إجمالي المساحة المبنية للبرج 33.283 متر مربع، منها 11.015 متر مربع مخصصة للأجنحة الفندقية.
- برج المعلم محمد بن لادن المكتبي: يقع في الجهة الشرقية لمجموعة الأبراج الواقعة على طريق الملك عبد الله، تبلغ إجمالي المساحة المبنية للبرج 65.248 متر مربع، منها 22.469 متر مربع مخصصة كمساحات مكتبية.
- برج الأمير سلطان بن عبد العزيز للأبحاث الصحية وطب الطوارئ: يقع في الجهة الشرقية لمجموعة الأبراج الواقعة على طريق الملك عبد الله، تبلغ إجمالي المساحة المبنية للبرج 34.882 متر مربع، منها 12.562 متر مربع مخصصة كمساحات تأجيرية موزعة في تسعة أدوار متكررة.
- برج الدكتور ناصر الرشيد: يقع في الجهة الشرقية لمجموعة الأبراج الواقعة على طريق الملك عبد الله، تبلغ إجمالي المساحة المبنية للبرج 24.456 متر مربع، منها 10.044 متر مربع مخصصة كمساحات تأجيرية موزعة في سبعة ادوار متكررة.
- برج الشيخ محمد حسين العامودي: هو البرج الثاني من الجهة الشمالية لمجموعة الأبراج الواقعة على طريق الملك خالد، تبلغ إجمالي المساحة المبنية للبرج 61,511 متر مربع، منها 22,732 متر مربع مخصصة كمساحات مكتبية موزعة في إثني عشر دور متكرر.
- برج الشيخ عبد الرحمن بن عبد الله الهليل: تبلغ إجمالي المساحة المبنية للبرج في حدود 20 ألف متر مربع، منها فراغات مكتبية موزعة في ستة أدوار متكررة كل دور.

## مستشفيات الجامعة
| عدد الأسرة               | 1100    |
| العيادات التخصصية        | 402     |
| زيارات العيادات الخارجية | 413060  |
| المرضى المنومين          | 39988   |
| العمليات الجراحية        | 15248   |
| زيارات العلاج الطبيعي    | 55210   |
| الخدمات الصيدلية         | 1120963 |
| حالات الطوارئ            | 196662  |

تقدم الخدمات الصحية بجامعة الملك سعود من خلال مستشفيين جامعيين، وعدد من العيادات التابعة لهما داخل الحرم الجامعي، كعيادة أعضاء هيئة التدريس، وعيادة الطلاب في مركز الجامعة، وعيادات الطالبات في مراكز الدراسات الخاصة بهن، إضافة إلى تلك الموجودة في إسكان الطلاب والطالبات، وتستقبل المستشفيات الجامعية جميع الحالات التي تحتاج لعلاج متخصص، كما تقبل الحالات الطارئة مباشرة عن طريق الإسعاف، وتقدم لجميع المرضى خدمات صحية مجانية على أعلى درجات الكفاءة تشمل الأدوية وجميع الفحوصات الطبية، حيث بلغت السعة السريرية الإجمالية في عام 2024 للـمدينة الطبية الجامعية 1800 سرير.
- مستشفى الملك عبد العزيز الجامعي: يعتبر أول مستشفى تعليمي بالمملكة العربية السعودية وهو أحد المستشفيات الجامعية التابعة لكلية الطب بجامعة الملك سعود، ويضم المستشفى مجموعة من الكفاءات الطبية المتميزة من استشاريين وأطباء وفنيين مختصون في عدة تخصصات بشكل متميز وبخبرات عالمية إضافة إلى وجود التقنية الحديثة المتطورة في أحد أعرق المستشفيات في المملكة العربية السعودية، يضم المستشفى أقسام تخصصية مثل: قسم طب وجراحة العيون وقسم طب وجراحة الأنف والأذن والحنجرة والمركز الجامعي للسكري والعيادات التخصصية والعيادات العامة والخدمات الطبية المساندة، تبلغ طاقة المستشفى السريرية 104 سرير وهو للتخصصات الأكاديمية فقط،[30] وقد أقر مجلس إدارة جامعة الملك سعود توسعة مستشفى الملك عبد العزيز الجامعي وذلك ببناء مبنى رئيسي مكون من 9 أدوار، تحتوي على 126 سرير، بالإضافة لعيادات تخصصية أخرى.[31]
- مستشفى الملك خالد الجامعي: تم افتتاحه عام 1402 هـ الموافق 1982 في المدينة الجامعية، واقتصر في بدايته على مجمع عيادات خارجية، ثم تطور مع الوقت ليعمل بطاقة استيعابية تقارب 800 سرير و20 غرفة عمليات جراحية، ومبنى مستقل للعيادات يضم 161 غرفة فحص بالإضافة إلى المرافق الأخرى. كما يضم المستشفى خدمات متكاملة في المخـتبرات الطبية وخدمات الأشعة والصيدلية، وقد تمت توسعة مستشفى الملك عبد العزيز الجامعي، وتتكون التوسعة من مبنى مكون من ثمان طوابق، يتسع هذا المبنى لمئة وثلاثين سرير، ويضم عيادات خارجية، ومركزا تعليميا متكاملا، إضافة إلى التجهيزات الأخرى.[32]

كلية طب الأسنان ومستشفى طب الأسنان الجامعي ويضم: عيادات الطلاب وأعضاء هيئة التدريس والاستشاريون يقدر عددها بأكثر من 500 عيادة في أقسام طب الأسنان المختلفة مثل:
- طب أسنان الأطفال.
- جراحة الفم والوجه والفكين.
- طب الفم والألم الوجهي الفموي.
- أمراض وجراحة دواعم السن واللثة.
- تقويم الأسنان.
- الاستعاضة السنية الثابتة.
- الاستعاضة السنية المتحركة. أعصاب وجذور الأسنان.
- العلاج التحفظي.
- أمراض الفم والوجه والفكين.
- أشعة الفم والوجه والفكين التشخيصية.

### وادي التقنية
يقع الوادي في حرم جامعة الملك سعود بمدينة الرياض وقد أسس في العشرين من شهر ذي القعدة من عام 1429 هـ تحت مسمى مشروع وادي الرياض للتقنية بعد قرار من مجلس الجامعة، وقد تحول في الرابع عشر من شهر ربيع الثاني من عام 1431 هـ الموافق التاسع والعشرين من شهر مارس عام 2010 إلى مؤسسة وادي الرياض للتقنية، يعتبر وادي الرياض للتقنية مركز استثمار معرفي ومركز أبحاث عالمي يعمل على استقطاب الإبداع وتطويره، واستثمار مخرجات الأبحاث لتوطين التقنية والابتكار عبر تأسيس شركات معرفية جديدة، أو التعاقد مع شركات عالمية للتطوير العلمي والبحث المعرفي، وتوفير وظائف نوعية عالية الدخل تسهم في خلق اقتصاد معرفي، ومن أبرز انتاجات الوادي واحة العلوم ومعهد الملك عبد الله لتقنية النانو.

### مراكز الأبحاث
تحتوي جامعة الملك سعود على العديد من مراكز البحوث فضلا عن المعاهد البحثية وهي:
- مركز بحوث كلية الصيدلة
- مركز بحوث كلية الهندسة
- مركز بحوث كلية علوم الأغذية والزراعة
- مركز بحوث كلية العلوم
- كلية الآداب مركز البحوث
- كلية اللغات ومركز الأبحاث الترجمة
- مركز بحوث كلية التربية
- مركز إدارة أبحاث كلية العلوم
- مركز بحوث كلية الطب
- مركز بحوث كلية علوم الحاسب والمعلومات
- مركز بحوث كلية العلوم الطبية التطبيقية
- مركز الأبحاث والتخطيط كلية الهندسة المعمارية
- مركز البحوث والعلوم وأقسام الدراسات الطبية
- مركز البحوث للدراسات الجامعية
- مركز البحوث للدراسات الجامعية في المكتبات
- برنامج كراسي البحث

### برنامج كراسي البحث
برنامج كراسي البحث الذي اعتمدته جامعة الملك سعود في المملكة العربية السعودية يعد من أكبر المشاريع التعلمية التي تهدف إلى تحقيق التميز في مجال البحث والتطوير واقتصاديات المعرفة، ويقصد بكرسي البحث بأنه مرتبة علمية تسند لباحث متميز في مجال تخصصه على الصعيدين الوطني والدولي ويزخر رصيده البحثي بمساهمات نوعية وكمية عالية في مجال الاختصاص. مدة كرسي البحث في الجامعة أربع سنوات من تاريخ إنشائه ويجوز تمديد مدة عمل الكرسي لفترات أخرى. يضاف إلى أنه قد تم التفاوض مع حوالي عشرون عالماً من الحائزين على جائزة نوبل للسلام من أجل المشاركة في هذا المشروع.

## براءات الاختراع
الجامعة هي الأولى عربياً في تسجيل براءات الاختراع في أمريكا وأوروبا، والأولى في الحصول على أوسمة الملك عبد العزيز من الدرجتين الممتازة والأولى على المستوى الوطني، وفي تسلسل براءات الاختراع فقد حصلت جامعة الملك سعود على 31 براءة اختراع قبل العام 2008، وفي العام 2008 حصلت الجامعة على أربع براءات اختراع، وفي العام 2009 حصلت على براءة اختراع واحدة فقط، وفي عام 2010 حصلت على ست براءات اختراع، وفي عام 2011 حصلت على 11 براءة اختراع، وفي عام 2012 حصلت على 28 براءة اختراع، وفي عام 2013 حصلت على 87 براءة اختراع، وفي عام 2014 حصلت على 91 براءة اختراع.

## البطولات الرياضية
- في فبراير 2019، حققت الجامعة المركز الأول في بطولة ألعاب القوى وكرة الهدف للاحتياجات الخاصة، التي أقيمت في جامعة طيبة في المدينة المنورة، تحت إشراف الاتحاد الرياضي للجامعات السعودية.[34]

## مشروع المصحف الإلكتروني
هو مشروع خاص بجامعة الملك سعود، وهو محاكاة إلكترونية للمصحف الشريف بسبع عشرة لغة مع قسم لترجمة معاني القرآن الكريم لأكثر من عشرين لغة، وسبعة تفاسير، وترجمة صوتية للغتين، وتلاوات للقرآن الكريم بصوت العديد من القراء مع إمكانية التكرار لتيسير الحفظ على الأطفال والمكفوفين خاصة، بالإضافة إلى اختبار الحفظ.

## وصلات خارجية
- موقع الجامعة الرسمي
- المكتبة الرقمية لجامعة الملك سعود نسخة محفوظة 2 مارس 2008 على موقع واي باك مشين.
- تجمع طلاب وطالبات جامعة الملك سعود
- بوابة الخدمات الإلكترونية للطلاب والطالبات